# Karl-Marx-Monument (Fürstenwalde)

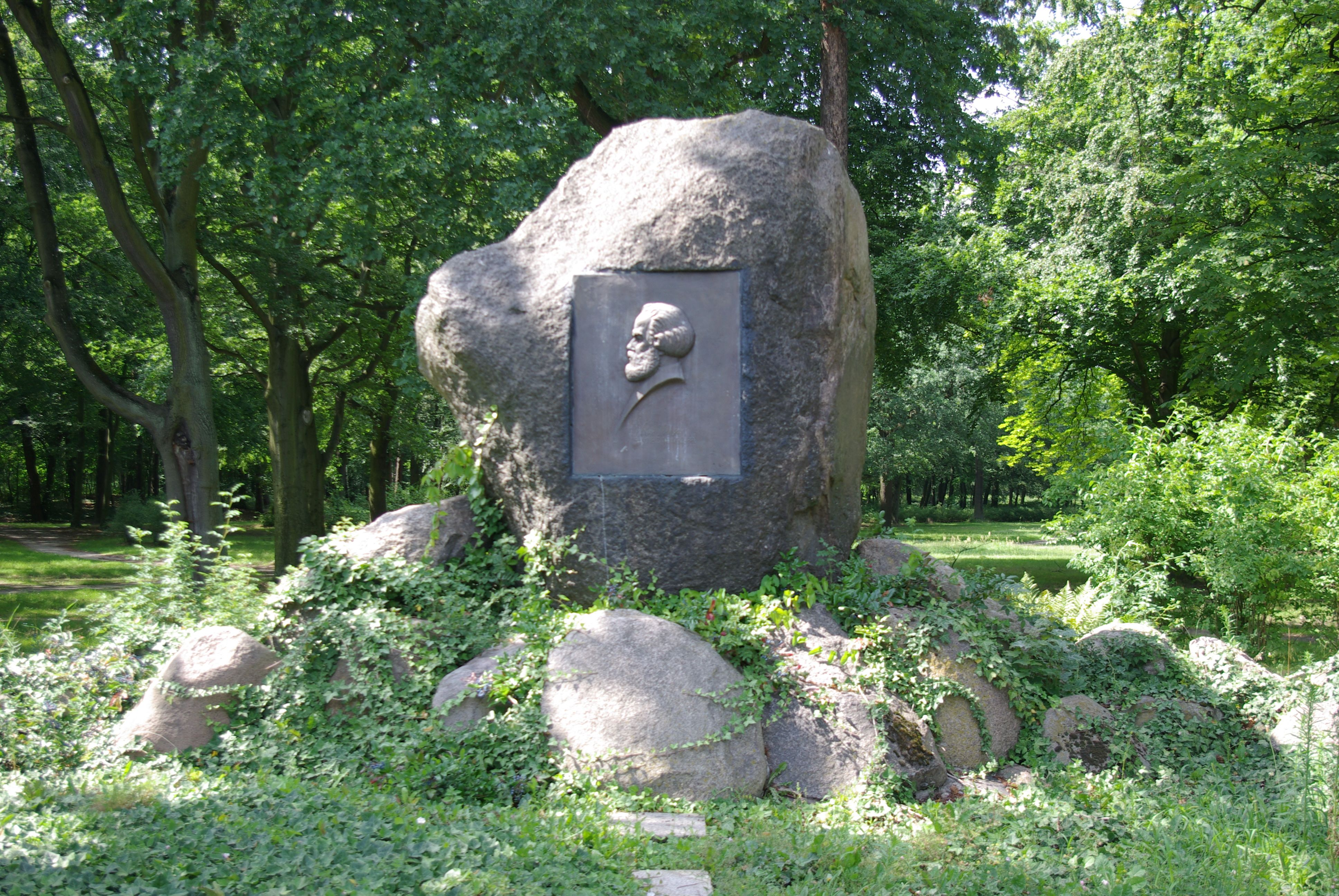
Karl-Marx-Denkmal in Fürstenwalde

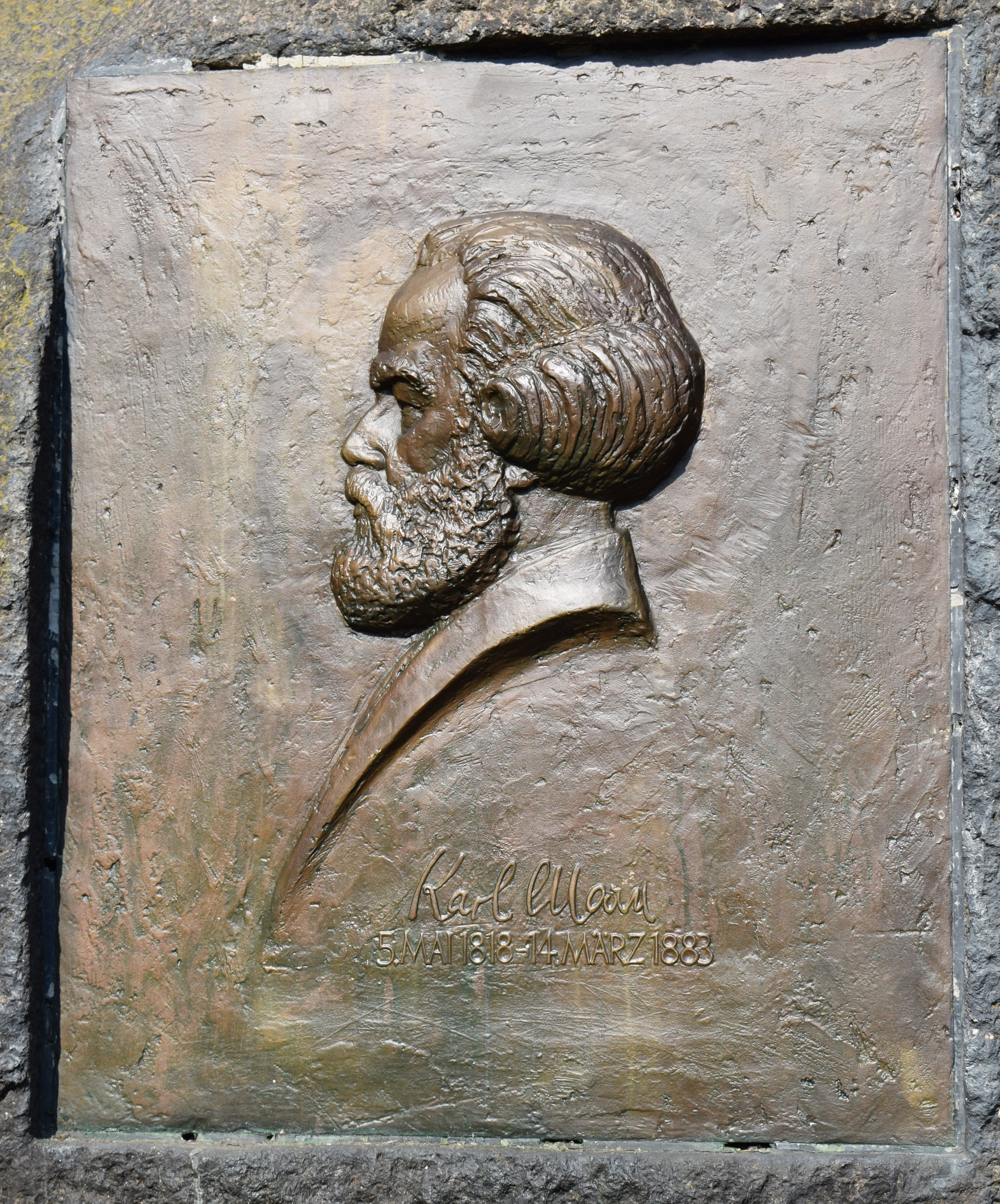
Plakette

Das Karl-Marx-Monument in Fürstenwalde/Spree war ursprünglich 1904 als Bismarckstein am Osteingang des Stadtparks aus der Schützenstraße errichtet worden und wurde in der DDR für Karl Marx umgewidmet. Nachdem es in den 1990er Jahren teilweise zerstört und gestohlen worden war, wurde es 2003 erneuert.
Das Denkmal an der in der DDR-Zeit zur Karl-Marx-Straße umbenannten Schützenstraße besteht aus einer Aufhäufung von Findlingen. Der größte Stein trägt eine Plakette mit einem Porträtkopfrelief von Karl Marx, seiner Signatur und den Lebensdaten. Ursprünglich war es 1904 als Bismarckstein errichtet worden und trug eine Plakette mit dem Porträtkopfrelief des ersten deutschen Reichskanzlers Otto von Bismarck. In den 1950er Jahren wurde das Denkmal umgewidmet und die neue Plakette angebracht. In den 1990er Jahren wurde die Plakette von unbekannten Tätern gestohlen und 2003 zum 120. Todestag von Karl Marx auf Initiative der PDS-Fraktion in der Fürstenwalder Stadtverordnetenversammlung erneuert.